# Brisbane International
Brisbane International — міжнародний щорічний тенісний турнір, який проводить Асоціація тенісистів професіоналів у серії ATP 250, та WTA у серії WTA міжнародний турнір. Проводиться щорічно в січні в Брисбені, Австралія на кортах тенісного центру Tennyson Tennis Centre. До 2009 жіночий турнір проводили в Голд-Кост й він мав назву Mondial Australian Women's Hardcourts.
Після 2019 року чоловічий турнір було скасовано через заснування в тому ж місці турніру ATP Cup. Жіночий турнір зі статусом прем'єрного продовжує існування

## Фінали

### Чоловіки, одиночний розряд
| Місто   | Рік       | Чемпіон         | Фіналіст             | Рахунок            |
| ------- | --------- | --------------- | -------------------- | ------------------ |
| Брисбен | 2009      | Радек Штепанек  | Фернандо Вердаско    | 3–6, 6–3, 6–4      |
| Брисбен | 2010      | Енді Роддік     | Радек Штепанек       | 7-6, 7-6           |
| Брисбен | 2011      | Робін Содерлінг | Енді Роддік          | 6-3, 7-5           |
| Брисбен | 2012      | Енді Маррей     | Олександр Долгополов | 6-1, 6-3           |
| Брисбен | 2013      | Енді Маррей     | Григор Димитров      | 7-6, 6-4           |
| Брисбен | 2014      | Ллейтон Г'юїтт  | Роджер Федерер       | 6–1, 4–6, 6–3      |
| Брисбен | 2015      | Роджер Федерер  | Мілош Раонич         | 6–4, 6–7(2–7), 6–4 |
| Брисбен | 2016      | Мілош Раонич    | Роджер Федерер       | 6–4, 6–4           |
| Брисбен | 2017      | Григор Димитров | Кей Нісікорі         | 6–2, 2–6, 6–3      |
| Брисбен | 2018      | Нік Киріос      | Раян Гаррісон        | 6–4, 6–2           |
| Брисбен | 2019      | Нішікорі Кеі    | Данило Медведєв      | 6–4, 3–6, 6–2      |
| Брисбен | 2020–2023 | Не проводився   | Не проводився        | Не проводився      |
| Брисбен | 2024      | Григор Димитров | Гольгер Руне         | 7–6(7–5), 6–4      |
| Брисбен | 2025      | Їржи Легечка    | Райлі Опелка         | 4–1, відмова       |

### Жінки, одиночний розряд
| Місто   | Рік       | Чемпіонка             | Фіналістка             | Рахунок            |
| ------- | --------- | --------------------- | ---------------------- | ------------------ |
| Брисбен | 2009      | Вікторія Азаренко     | Маріон Бартолі         | 6–3, 6–1           |
| Брисбен | 2010      | Кім Клейстерс         | Жустін Енен            | 6–3, 4–6, 7–6(8–6) |
| Брисбен | 2011      | Петра Квітова         | Андреа Петкович        | 6–1, 6–3           |
| Брисбен | 2012      | Кая Канепі            | Даніела Гантухова      | 6–2, 6–1           |
| Брисбен | 2013      | Серена Вільямс        | Анастасія Павлюченкова | 6–2, 6–1           |
| Брисбен | 2014      | Серена Вільямс (2)    | Вікторія Азаренко      | 6–4, 7–5           |
| Брисбен | 2015      | Марія Шарапова        | Ана Іванович           | 6–7(4–7), 6–3, 6–3 |
| Брисбен | 2016      | Вікторія Азаренко (2) | Анджелік Кербер        | 6–3, 6–1           |
| Брисбен | 2017      | Кароліна Плішкова     | Алізе Корне            | 6–0, 6–3           |
| Брисбен | 2018      | Еліна Світоліна       | Олександра Саснович    | 6–2, 6–1           |
| Брисбен | 2019      | Кароліна Плішкова (2) | Леся Цуренко           | 4-6, 7-5, 6–2      |
| Брисбен | 2020      | Кароліна Плішкова (3) | Медісон Кіз            | 6–4, 4–6, 7–5      |
| Брисбен | 2021–2023 | Не проводився         | Не проводився          | Не проводився      |
| Брисбен | 2024      | Олена Рибакіна        | Аріна Соболенко        | 6–0, 6-3           |
| Брисбен | 2025      | Аріна Соболенко       | Поліна Кудерметова     | 4–6, 6-3, 6–2      |

### Чоловіки, парний розряд
| Місто   | Рік       | Чемпіони                           | Фіналісти                         | Рахунок                |
| ------- | --------- | ---------------------------------- | --------------------------------- | ---------------------- |
| Брисбен | 2009      | Марк Жикель Жо-Вілфрід Тсонга      | Фернандо Вердаско Міша Зверєв     | 6-4, 6-3               |
| Брисбен | 2010      | Жеремі Шарді Марк Жикель           | Лукаш Длугий Леандер Паєс         | 6-3, 7-67-5            |
| Брисбен | 2011      | Лукаш Длугий Пол Анлі              | Роберт Лінстедт Хорія Текау       | 6–3, 3–6, 10–7         |
| Брисбен | 2012      | Макс Мирний Деніел Нестор          | Юрген Мельцер Філіпп Петцшнер     | 6-1, 6-2               |
| Брисбен | 2013      | Марсело Мело Томмі Робредо         | Ерік Буторак Пол Анлі             | 4-6, 6-1, [10-5]       |
| Брисбен | 2014      | Маріюш Фирстенберг Деніел Нестор   | Хуан Себастьян Кабаль Роберт Фара | 6-7(4-7), 6-4, [10-7]  |
| Брисбен | 2015      | Джеймі Маррей Джон Пірс            | Олександр Долгополов Кей Нісікорі | 6–3, 7–6(7–4)          |
| Брисбен | 2016      | Генрі Контінен Джон Пірс           | Джеймс Дакворт Кріс Гуччоне       | 7–6(7–4), 6–1          |
| Брисбен | 2017      | Танассі Коккінакіс Джордан Томпсон | Жиль Міллер Сем Квері             | 7–6(9–7), 6–4          |
| Брисбен | 2018      | Генрі Контінен Джон Пірс           | Леонардо Маєр Орасіо Себальйос    | 3–6, 6–3, [10–2]       |
| Брисбен | 2019      | Маркус Деніелл Веслі Колгоф        | Ражів Рам Джо Солсбері            | 6–4, 7–6(8–6)          |
| Брисбен | 2020–2023 | Не проводився                      | Не проводився                     | Не проводився          |
| Брисбен | 2024      | Лойд Гласспул Жан-Жульєн Роєр      | Кевін Кравіц Тім Пюц              | 7–6(7–3), 5–7, [12–10] |
| Брисбен | 2025      | Джуліан Кеш Ллойд Ґласспул         | Їржі Легечка Якуб Меншик          | 6–3, 6–7(2–7), [10–6]  |

### Жінки, парний розряд
| Місто   | Рік       | Чемпіони                                     | Фіналісти                                | Рахунок               |
| ------- | --------- | -------------------------------------------- | ---------------------------------------- | --------------------- |
| Брисбен | 2009      | Анна-Лена Гренефельд Ваня Кінг               | Клаудія Янс Аліція Росольська            | 3–6, 7–5, [10–5]      |
| Брисбен | 2010      | Андреа Сестіні Главачкова Луціє Градецька    | Мелінда Цінк Аранча Парра Сантонха       | 2–6, 7–6(7–3), [10–4] |
| Брисбен | 2011      | Аліса Клейбанова Анастасія Павлюченкова      | Клаудія Янс Аліція Росольська            | 6–3, 7–5              |
| Брисбен | 2012      | Нурія Льягостера Вівес Аранча Парра Сантонха | Ракел Атаво Абігейл Спірс                | 7–6(7–2), 7–6(7–2)    |
| Брисбен | 2013      | Бетані Маттек-Сендс Саня Мірза               | Анна-Лена Гренефельд Квета Пешке         | 4-6, 6-4, [10-7]      |
| Брисбен | 2014      | Анастасія Родіонова Алла Кудрявцева          | Крістіна Младенович Галина Воскобоєва    | 6–3, 6–1              |
| Брисбен | 2015      | Мартіна Хінгіс Сабіне Лісіцкі                | Каролін Гарсія Катарина Среботнік        | 6–2, 7–5              |
| Брисбен | 2016      | Мартіна Хінгіс (2) Саня Мірза (3)            | Анджелік Кербер Андреа Петкович          | 7–5, 6–1              |
| Брисбен | 2017      | Бетані Маттек-Сендс (2) Саня Мірза (3)       | Катерина Макарова Олена Весніна          | 6–2, 6–3              |
| Брисбен | 2018      | Кікі Бертенс Демі Схюрс                      | Андрея Клепач Марія Хосе Мартінес Санчес | 7–5, 6–2              |
| Брисбен | 2019      | Квета Пешке Ніколь Меліхар                   | Чжань Хаоцін Латіша Чжань                | 6–1, 6–1              |
| Брисбен | 2020      | Барбора Стрицова Шувей Сє                    | Ешлі Барті Кікі Бертенс                  | 3–6, 7–6(9–7), [10–8] |
| Брисбен | 2021–2023 | Не проводився                                | Не проводився                            | Не проводився         |
| Брисбен | 2024      | Людмила Кіченок Олена Остапенко              | Грет Міннен Гезер Вотсон                 | 7–5, 6–2              |
| Брисбен | 2025      | Мірра Андрєєва Діана Шнайдер                 | Присцилла Хон Ганна Калінська            | 7–6(8–6), 7–5         |